# Chiesa di San Giacomo Maggiore Apostolo (Parcines)
La chiesa di San Giacomo Maggiore Apostolo (in tedesco Kirche St. Jakobus dem Älteren) è la parrocchiale a Rablà (Rabland), frazione di Parcines (Partschins) in Alto Adige. Appartiene al decanato di Naturno della diocesi di Bolzano-Bressanone e risale al XVI secolo.

## Descrizione
La chiesa è un monumento sottoposto a tutela col numero 16386 nella provincia autonoma di Bolzano.